# Fred Wilpon
Fred Wilpon, né le 22 novembre 1936 à Bensonhurst, à Brooklyn, est un homme d'affaires américain dans l'immobilier et le propriétaire majoritaire des Mets de New York.